# Basketball-Bundesliga 1983-1984
La Basketball-Bundesliga 1983-1984 è stata la 18ª edizione del massimo campionato tedesco occidentale di pallacanestro maschile. La vittoria finale è stata ad appannaggio del ASC 1846 Gottinga.

## Risultati

### Stagione regolare
|     | Squadra            | G  | V  | P  | PF   | PS   | Pt. | Qualificazione |
| --- | ------------------ | -- | -- | -- | ---- | ---- | --- | -------------- |
| 1.  | ASC 1846 Gottinga  | 18 | 16 | 2  | 1361 | 1224 | 32  | gironi finali  |
| 2.  | BSC Saturn Colonia | 18 | 15 | 3  | 1614 | 1319 | 30  | gironi finali  |
| 3.  | TuS 04 Leverkusen  | 18 | 12 | 6  | 1433 | 1296 | 24  | gironi finali  |
| 4.  | DTV Charlottenburg | 18 | 12 | 6  | 1496 | 1336 | 24  | gironi finali  |
| 5.  | SSV Hagen          | 18 | 10 | 8  | 1471 | 1403 | 20  | gironi finali  |
| 6.  | Giants Osnabrück   | 18 | 7  | 11 | 1389 | 1468 | 14  | gironi finali  |
| 7.  | MTV 1846 Gießen    | 18 | 7  | 11 | 1282 | 1405 | 14  | gironi finali  |
| 8.  | USC Heidelberg     | 18 | 6  | 12 | 1280 | 1320 | 12  | gironi finali  |
| 9.  | MTV Wolfenbüttel   | 18 | 3  | 15 | 1405 | 1600 | 6   | gironi finali  |
| 10. | USC Bayreuth       | 18 | 2  | 16 | 1238 | 1598 | 4   | gironi finali  |

### Gironi finali

#### Gruppe A
|    | Squadra           | G  | V  | P  | PF   | PS   | Pt. | Qualificazione                         |
| -- | ----------------- | -- | -- | -- | ---- | ---- | --- | -------------------------------------- |
| 1. | ASC 1846 Gottinga | 26 | 23 | 3  | 2093 | 1821 | 46  | playoffs                               |
| 2. | TuS 04 Leverkusen | 26 | 18 | 8  | 2100 | 1922 | 36  | playoffs                               |
| 3. | SSV Hagen         | 26 | 12 | 14 | 2087 | 2062 | 24  |                                        |
| 4. | MTV 1846 Gießen   | 26 | 9  | 17 | 1927 | 2124 | 18  |                                        |
| 5. | MTV Wolfenbüttel  | 26 | 6  | 20 | 2067 | 2321 | 12  | retrocessa in 2. Basketball-Bundesliga |

#### Gruppe B
|    | Squadra            | G  | V  | P  | PF   | PS   | Pt. | Qualificazione                         |
| -- | ------------------ | -- | -- | -- | ---- | ---- | --- | -------------------------------------- |
| 1. | BSC Saturn Colonia | 26 | 21 | 5  | 2430 | 2021 | 42  | playoffs                               |
| 2. | DTV Charlottenburg | 26 | 17 | 7  | 2234 | 2037 | 34  | playoffs                               |
| 3. | USC Heidelberg     | 26 | 10 | 16 | 2013 | 2056 | 20  |                                        |
| 4. | Giants Osnabrück   | 26 | 10 | 16 | 2094 | 2205 | 20  |                                        |
| 5. | USC Bayreuth       | 26 | 4  | 22 | 1894 | 2370 | 8   | retrocessa in 2. Basketball-Bundesliga |

## Playoff
|  | Semifinali | Semifinali         | Semifinali     |                |               | Finale        | Finale | Finale |  |
|  |            |                    |                |                |               |               |        |        |  |
|  | A1         | Gottinga 1846      | 2              |                |               |               |        |        |  |
|  | A1         | Gottinga 1846      | 2              |                |               |               |        |        |  |
|  | B2         | DBV Charlottenburg | 1              |                |               |               |        |        |  |
|  | B2         | DBV Charlottenburg | 1              |                | Gottinga 1846 | Gottinga 1846 | 2      |        |  |
|  |            |                    |                |                | Gottinga 1846 | Gottinga 1846 | 2      |        |  |
|  |            |                    | Saturn Colonia | Saturn Colonia | 0             |               |        |        |  |
|  | B1         | Saturn Colonia     | Saturn Colonia | Saturn Colonia | 0             | 2             |        |        |  |
|  | B1         | Saturn Colonia     |                |                |               |               |        |        |  |
|  | A2         | Bayer Leverkusen   | 1              |                |               |               |        |        |  |

| Basketball-Bundesliga 1983-1984 |
| ------------------------------- |
| ASC 1846 Gottinga 3º titolo     |

## Formazione vincitrice
| N° | Naz.                      | Ruolo | Sportivo      |  | Alt. |  |
| -- | ------------------------- | ----- | ------------- |  | ---- |  |
|    | Germania Ovest (bandiera) | AP    | Mike Jackel   |  | 198  |  |
|    | Germania Ovest (bandiera) | G     | Ulrich Peters |  | 194  |  |